# Theridion styligerum
Theridion styligerum là một loài nhện trong họ Theridiidae.
Loài này thuộc chi Theridion. Theridion styligerum được Frederick Octavius Pickard-Cambridge miêu tả năm 1902.